# Fouquières-lès-Béthune
Fouquières-lès-Béthune – miejscowość i gmina we Francji, w regionie Hauts-de-France, w departamencie Pas-de-Calais.
Według danych na rok 1990 gminę zamieszkiwało 1168 osób, a gęstość zaludnienia wynosiła 483 osób/km² (wśród 1549 gmin regionu Nord-Pas-de-Calais Fouquières-lès-Béthune plasuje się na 513. miejscu pod względem liczby ludności, natomiast pod względem powierzchni na miejscu 880.).